# Kinnara bakeri
Kinnara bakeri är en insektsart som beskrevs av Frederick Arthur Godfrey Muir 1922. Kinnara bakeri ingår i släktet Kinnara och familjen Kinnaridae. Inga underarter finns listade i Catalogue of Life.